# Eishockeyclub St. Moritz
L'Eishockeyclub St. Moritz (abbreviato EHC St. Moritz) è una squadra di hockey su ghiaccio svizzera, fondata nel 1918 con sede a St. Moritz. Nella stagione 2016-2017 la squadra milita nella quarta divisione del campionato svizzero, la Seconda Lega.

## Cronologia
- 1918-1920: ?
- 1920-1929: 1º livello
- 1929-1930: -
- 1930-1939: 1º livello
- 1940-....: 2º livello
- ....-1954: 2º livello
- 1954-1955: 1º livello
- 1955-....: 2º livello

## Palmarès
Campionato Internazionale: 1
1922-23
 Campionato Internazionale: 1 secondo posto
1921-22
 Campionato Internazionale: 1 terzo posto
1920-21
 Campionato Nazionale: 3
1921-22, 1922-23, 1927-28
 Campionato Nazionale: 1 secondo posto
1923-24